# 普雷里霍爾 (伊利諾伊州)
普雷里霍爾（英語：Prairie Hall）是位於美國伊利諾伊州梅肯縣的一個非建制地區。該地的面積和人口皆未知。

## 地理
普雷里霍爾的座標為39°45′17″N 88°47′08″W / 39.75472°N 88.78556°W，而該地的平均海拔高度為215米（即705英尺）。